# Pałac Melika Hajkaza
Pałac Melika Hajkaza (pałac Həmzə Sultana) – zabytkowa rezydencja z końca XV wieku w Azerbejdżanie, w rejonie Laçın, na terenie historycznego Górskiego Karabachu. Pałac jest uważany za jeden z najważniejszych i najlepiej zachowanych przykładów świeckiej architektury ormiańskiej szlachty - melików.

## Historia
Pałac został wzniesiony pod koniec XV wieku jako rezydencja Melika Hajkaza I, założyciela ormiańskiego melikatu Kaszatagh, który panował w latach około 1450–1520. Melikat Kaszatagh był jednym z kilku autonomicznych księstw ormiańskich, które istniały na tych terenach od XV do XVII wieku. Budowla ta służyła jako centrum administracyjne i obronne dla rodu Hajkazjanów.

## Architektura
Pałac Melika Hajkaza jest dwukondygnacyjną budowlą wzniesioną z kamienia. Na parterze znajduje się sklepiona sala, która prawdopodobnie pełniła funkcje gospodarcze lub obronne. Główna część reprezentacyjna mieściła się na pierwszym piętrze, gdzie znajdowała się duża sala recepcyjna wsparta na kamiennych kolumnach, z szerokimi oknami. Charakterystyczne dla tego typu budowli są solidne mury i łukowe sklepienia. Pałac jest uznawany za rzadki przykład dobrze zachowanej świeckiej architektury ormiańskiej z okresu średniowiecza, stanowiąc unikalny przykład rezydencji melików.